# 하드 맨
《하드 맨》(Hard Men)은 프랑스에서 제작된 J.K. 아말루 감독의 1996년 영화이다. 빈센트 레건 등이 주연으로 출연하였고 J.K. 아말루 등이 제작에 참여하였다.

## 출연

### 주연
- 빈센트 레건
- 로스 보트맨
- 리 로스

### 조연
- 켄 캠벨
- 미렐라 단젤로
- 나디오 포춘
- 피놀라 게러티
- 라저 그리피스
- 아이린 엔지
- 빅 타블리안
- 브라이언 휠러
- 고든 윈터

## 기타
- 협력프로듀서: 벤자민 페이텔슨
- 미술: 사이몬 엘리어트
- 의상: 마이크 오닐